# Kanton Ifs
Kanton Ifs (fr. Canton d'Ifs) je francouzský kanton v departementu Calvados v regionu Normandie. Vznikl v roce 2015 a skládá se ze 4 obcí.

## Obce kantonu
- Giberville
- Mondeville
- Cormelles-le-Royal
- Ifs